# چامان سینگ گورونگ

چامان سینگ گورونگ (انگلیسی: Chaman Singh Gurung) بازیکن هاکی روی چمن اهل هند بود.
وی به‌همراه تیم ملی هاکی روی چمن مردان هند به قهرمانی بازی‌های المپیک تابستانی ۱۹۴۸ دست پیدا کرده‌است.